# Tir direct

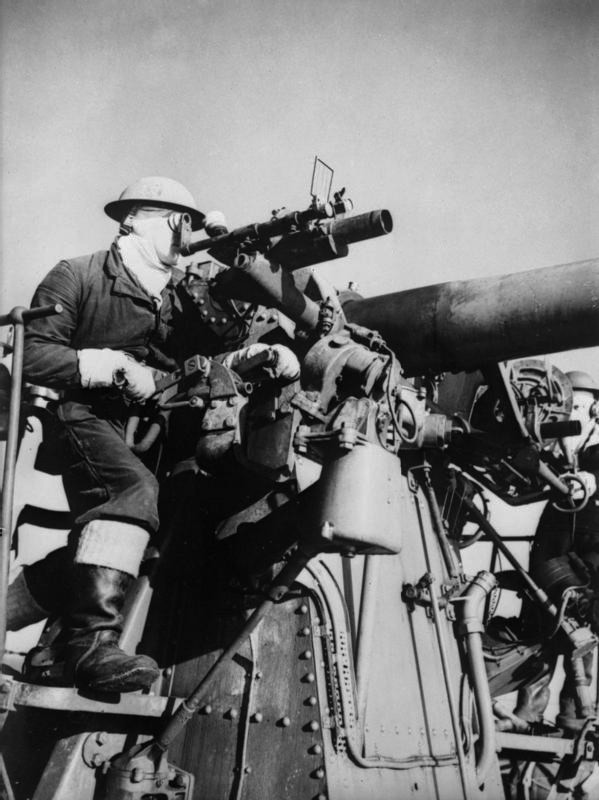
Un tireur visant un canon naval QF 4 pouces Mk V pour le tir direct

Le tir direct fait référence au lancement d'un projectile directement sur une cible dans la ligne de visée du tireur.  L'arme de tir doit avoir un dispositif de visée et une vue dégagée (directe) sur la cible, ce qui signifie qu'aucun objet ou unité amie ne doit se trouver entre elle et la cible. Une arme engagée en tir direct s'expose à un retour de feu de la cible. 
Cela contraste avec le tir indirect, qui fait référence au tir d'un projectile sur une trajectoire balistique ou à l'envoi de munitions par des missiles guidés ou non guidés. Le tir indirect n'a pas besoin d'une ligne de vue directe vers la cible car les tirs sont normalement dirigés par un observateur avancé. En tant que telles, les armes à tir indirect peuvent tirer sur des obstacles ou des unités amies et les armes peuvent être cachées contre les tirs de contre-batterie. 

## Description
Des exemples d'armes à tir direct comprennent la plupart des armes anciennes et modernes telles que les arcs, les armes de poing, les fusils, les mitrailleuses et les fusils sans recul. Le terme est le plus souvent utilisé dans le contexte de l'artillerie, comme les obusiers et les mortiers. 
Le tir direct est resté la méthode dominante des opérations de guerre pendant presque toute l'histoire de l'humanité, le tir indirect étant utilisé pour les sièges et impliquant des canons de siège spécifiques. Les développements technologiques nés de la révolution industrielle et le développement des pratiques techniques à la fin du XIXe siècle ont conduit à une appréciation du tir indirect, bien que ce ne soit que pendant la Première Guerre mondiale que le tir indirect a supplanté le tir direct comme principale méthode par laquelle l'artillerie a soutenu l'autre armes de combat. Pendant la Seconde Guerre mondiale, le tir direct est resté secondaire par rapport au tir indirect, bien qu'il ait été utilisé à profusion dans des situations où le tir indirect était moins efficace et de nouvelles pièces d'artilleries à tir direct telles que des canons antichars et des canons antiaériens ont été développées. 

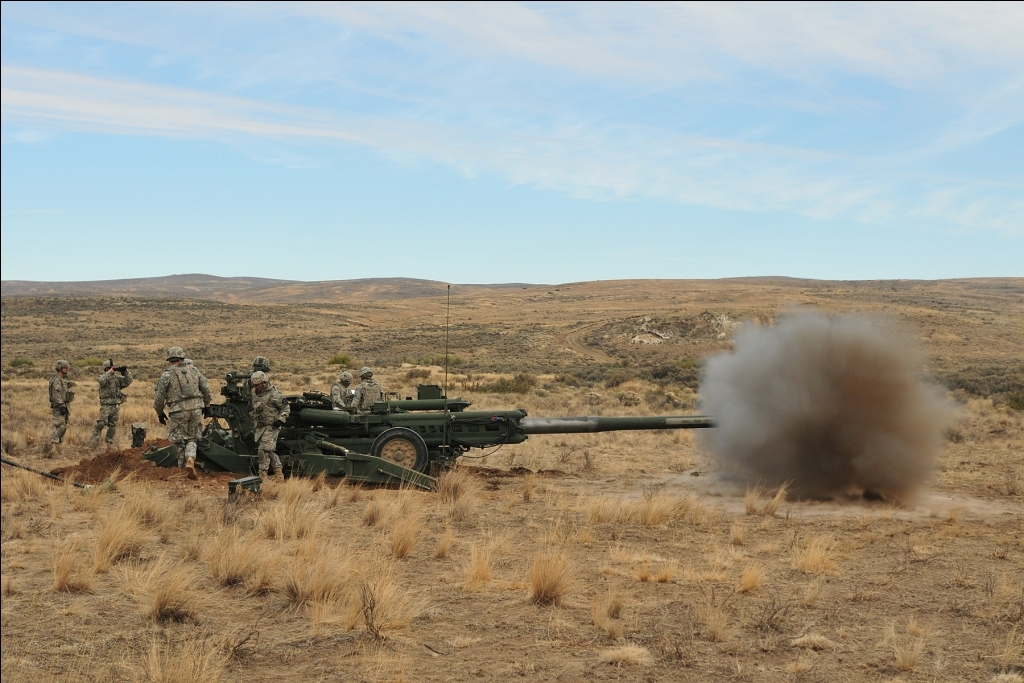
Artillerie utilisant le tir direct

Après la Seconde Guerre mondiale, les nouvelles technologies ont continué de diminuer le rôle du tir direct. Cependant, dans plusieurs situations, il reste une fonction nécessaire sur le champ de bataille moderne. L'une d'entre elles est la défense des zones fortifiées fixes - par exemple les bases d'appui-feu - pour lesquelles des techniques de tir et des munitions spécifiques telles que les tirs anti-personnels ont été développées. Une autre situation autre est lorsque l'artillerie est obligée de se défendre, comme lors d'une attaque surprise. Cela pourrait être le résultat de manœuvres rapides par les forces terrestres, d'une attaque de troupes aéroportées ou d'une absence de ligne de front définie, comme dans les opérations de contre-insurrection. L'artillerie à tir direct peut également être massée pour contrer la pénétration des chars ennemis. En particulier, l'artillerie automotrice est parfaitement adaptée à ce rôle en raison de sa mobilité, de sa protection blindée et de sa cadence de tir plus rapide que pour d'autres armes. Une dernière situation est dans la guerre urbaine, où la localisation de l'ennemi peut être difficile à déterminer. Les structures physiques offrent une meilleure protection aux défenseurs et le risque de dommages collatéraux est élevé. Dans ces cas, l'artillerie à tir direct peut libérer une puissance de feu énorme pour détruire précisément les positions fortifiées ennemies.